# پاپایا، الهه عشق آدمخواران
پاپایا، الهه عشق آدمخواران (انگلیسی: Papaya, Love Goddess of the Cannibals) با نام اصلی پاپایا، اهل کارائیب (ایتالیایی: Papaya dei Caraibi) فیلمی ایتالیایی در سبک آدم‌خواری به کارگردانی جو داماتو است که در سال ۱۹۷۸ منتشر شد. از بازیگران فیلم می‌توان به ملیسا کیمنتی، سیرپا لین و موریس پولی اشاره کرد.